# Michaela Hansen
Michaela Hansen (* 19. April 1961 in Kassel) ist eine deutsche Autorin sowie Gründerin von Granny Aupair.

## Leben
Michaela Hansen hat an der Universität Hamburg Soziologie und Kriminologie studiert. Sie arbeitete für PR-Agenturen und als selbstständige PR-Beraterin und gründete 2010 „Granny Aupair“, das u. a. den Au-Pair-Gedanken auch für ältere Frauen ab 50 erlebbar macht. 2012 erhielt sie dafür von der Bundesregierung und dem Bundesverband der Deutschen Industrie im Rahmen der Initiative Deutschland – Land der Ideen die Auszeichnung „Ausgewählter Ort 2012, Deutschland - Land der Ideen“.  Im Dezember 2013 erschien ihr gemeinsam mit Eva Goris geschriebenes Buch „Als Granny Aupair in die Welt“ im dtv. Die Autorin lebt in Hamburg.
2015 gründete Michaela Hansen die Onlineplattform Granny als Nanny. Hier können sich Leihomas und Familien in ihrer Stadt innerhalb Deutschlands finden.

## Auszeichnungen
Neben der Auszeichnung als „Ausgewählter Ort 2012, Deutschland - Land der Ideen“ wurde Michaela Hansen mit „Granny Aupair“ im Oktober 2013 Landessieger Hamburg des Wettbewerbs „KfW-Award GründerChampions 2013“ der KfW-Bankengruppe. Weitere Auszeichnungen waren die Nominierung Deutscher Alterspreis 2012 der Robert-Bosch-Stiftung, Cultural Entrepreneur Award 2013, ConSensus Leuchtturmprojekt. Michaela Hansen war auch Themenpate beim Bürgerdialog „Demografischer Wandel“ des Bundesministeriums für Bildung und Forschung.
Im Mai 2014 wurde Michaela Hansen mit dem EMOTION-Award in der Kategorie „Impulsgeberin“ in Hamburg ausgezeichnet.

## Veröffentlichungen
- mit Eva Goris: Als Granny Aupair in die Welt, dtv premium, München 2013, ISBN 978-3-423-26007-7.